# تپه اک ۳
تپه اک ۳ مربوط به هزاره اول قبل از میلاد است و در شهرستان تاکستان، کیلومتر۱ جاده اک به خرم‌آباد واقع شده و این اثر در تاریخ ۲۵ اسفند ۱۳۷۸ با شمارهٔ ثبت ۲۶۷۶ به‌عنوان یکی از آثار ملی ایران به ثبت رسیده است.